# Satanas niveus
Satanas niveus är en tvåvingeart som först beskrevs av Macquart 1838.  Satanas niveus ingår i släktet Satanas och familjen rovflugor. Inga underarter finns listade i Catalogue of Life.